# آنسلم پین
آنسلم پین (تلفظ: پَیَن) (فرانسوی: Anselme Payen‎؛ ۶ ژانویه ۱۷۹۵ – ۱۲ مه ۱۸۷۸ (۸۳ سال)) یک شیمی‌دان اهل فرانسه بود. شهرت وی برای کشف آنزیم دایستیز و کربوهیدراتی به نام سلولز است.